# مسعى التنين 2
مسعى التنين 2: آلهة الأرواح الشريرة (ドラゴンクエストII 悪霊の神々 دوراغون كويسوتو تسو أكوريو نو كاميغامي) في اليابان أو معروفة في أمريكا الشمالية باسم محارب التنين 2: نجوم الخط الأسطوري (بالإنجليزية: Dragon Warrior II: Luminaries of the Legendary Line)‏ هي لعبة فيديو تقمص الأدوار طورتها شونسوفت ونشرتها إنكس وهي جزء من سلسلة مسعى التنين. أُصدرت في 26 يناير 1987 لمنصة نينتندو إنترتينمنت سيستم. تدور أحداث اللعبة بعد مرور مئة عام من أحداث اللعبة الأولى.

## وصلات خارجية
- الموقع الرسمي لمسعى التنين 2 للهواتف الذكية
 (بالإنجليزية)
- موقع مسعى التنين 2 الرسمي
 (باليابانية)
- مسعى التنين 2 على موبي غيمز (بالإنجليزية)
- مسعى التنين 2 للهواتف المحمولة على موبي غيمز (بالإنجليزية)